# Palazzo Spanò Bolani
Palazzo Spanò Bolani è un importante edificio del centro storico di Reggio Calabria. Esso occupa l'intero isolato delimitato dal Corso Vittorio Emanuele III e dalle vie Cattolica dei greci, Miraglia e Spanò Bolani.

## Storia
Il palazzo, caratteristico per le loggette presenti ai piani superiori, sorge sul luogo dove insisteva, prima del terremoto del 1908, il convento dei frati Salesiani e deve il suo nome ad uno degli uomini più illustri della città avendo ricoperto le cariche di deputato, di sindaco della città e di direttore del museo civico. Il manufatto fu progettato nel 1925 e il suo completamento avvenne in periodi diversi: la prima fase si concluse nel 1927 mentre l'ultimo intervento che ha interessato la sopraelevazione della parte inferiore si concluse negli anni cinquanta del XX secolo.

## Descrizione architettonica
L'edificio è composto da un seminterrato e da tre livelli fuori terra e presenta un impianto planimetrico di forma rettangolare con spigoli arrotondati e con due cortili interni.
I prospetti sono permeati da canoni stilistici neorinascimentali con influssi dell'architettura liberty nelle decorazioni a motivi floreali. Al palazzo si accede attraverso tre portali posti rispettivamente sul corso Vittorio Emanuele e le vie Cattolica dei greci e Spanò Bolani. I prospetti si presentano sfalsati per l'andamento del terreno dell'isolato ed in particolare si caratterizzano per un basamento trattato a bugnato liscio e per la presenza nella sua parte inferiore di finestre architravate protette da inferriate. Ai piani superiori si mantengono le pareti trattate a bugnato liscio con parti rivestite di mattoni a vista e caratterizzate solo al piano nobile da balconi sorretti da mensole decorate e con balaustre neoclassiche e da finestre bifore e monofore talune architravate altre ad arco a tutto sesto e lesene laterali di ordine corinzio. La parte sommitale dell'edificio termina con un cornicione ed una parapetto lineare.